# Голеевские
Голеевские (пол. Golejewski) — старинный дворянский род шляхетского происхождения, герба Косцеша.
Предок его, Надборж из Голеева, был канцлером князя Владислава Мазовецкого (1542). Его потомок Самуил Иванович Голеевский был мечным минским (1708). Потомство последнего разделилось на две ветви.
Русская ветвь происходит от Казимира Самуиловича Голеевского, потомство сыновей которого — Казимира, Михаила и Андрея — записано в I часть родословных книг Минской и Псковской губерний.
- Максимилиан Николаевич Голеевский (1862—1931) — генерал-майор, начальник Одесского военного училища, участник Белого движения[2]
- Николай Лаврентьевич Голеевский (1878—1958) — полковник РИА, военный агент в США, военный историк[3].

Другая ветвь, получившая графский титул в Галиции, состояла в австрийском подданстве.
Польские роды Голеевских также использовали гербы Абданк и Боньча.